# Eleutherodactylus pentasyringos
Espèce
Synonymes
- Eleutherodactylus pantoni pentasyringos Schwartz & Fowler, 1973

Statut de conservation UICN

 VU B1ab(iii) : Vulnérable
Eleutherodactylus pentasyringos est une espèce d'amphibiens de la famille des Eleutherodactylidae.

## Répartition
Cette espèce est endémique de Jamaïque. Elle se rencontre du niveau de la mer jusqu'à 1 275 m d'altitude dans les Blue Mountains et les Monts John Crow.

## Publication originale
- Schwartz & Fowler, 1973 : The Anura of Jamaica: a status report. Studies on the fauna of Curaçao and other Caribbean islands, vol. 43, no 142, p. 50-142.